# Insenatura del Gabinetto
L'insenatura del Gabinetto (in inglese Cabinet Inlet) è un'insenatura lunga circa 61 km e larga 46 all'imboccatura, situata sulla costa di Foyn, nella parte sud-orientale della Terra di Graham, in Antartide. L'insenatura si estende da capo Alexander, sito all'estremità della penisola Churchill, a est, a capo Robinson, sito all'estremità della penisola Cole, a ovest, ed è completamente ricoperta da quello che rimane della piattaforma glaciale Larsen C.
All'interno dell'insenatura, o comunque della cale situate sulla sua costa, si gettano, andando ad alimentare la suddetta piattaforma, diversi ghiacciai, tra cui l'Anderson, l'Attlee, il Beaglehole, il Bevin, l'Eden, il Friederichsen e il Morrison.

## Storia
L'insenatura del Gabinetto fu fotografata per la prima volta nel 1947 durante una ricognizione aerea effettua nel corso della Spedizione antartica di ricerca Ronne, 1947-48, e lo stesso anno una spedizione del British Antarctic Survey, che all'epoca si chiamava ancora Falkland Islands and Dependencies Survey (FIDS), la esplorò via terra e la mappò. Proprio il FIDS la battezzò così in onore del gabinetto di guerra britannico.